# ムシキング・テリー
ムシキング・テリーは、ムシキング研究所所属でプロレスリング・ノアを主戦場とする覆面レスラー。
出身地、身長、体重などのデータは全て不明とされていたが、2005年9月の興行から身長と体重が公表された。セガ（後のセガホールディングス）とノアの提携により生まれたレスラーで、セガのアーケードトレーディングカードゲーム「甲虫王者ムシキング」がギミック設定のベースとなっている。
ムシキング研究所に古くから伝わる伝説のマスクを被ったある若手プロレスラーが、マスクに宿る不思議な力の効力で変身した姿である。

## 概要

### 初代
ムシキング研究所のネブ博士と仲の良い三沢光晴が、ムシキングカードバトルに出場し、ネブ博士と敵対関係にあるブラック博士と対戦。ブラック博士の反則殺法により敗退した三沢が、ムシキング研究所特訓を開始。その時、ある一人の選手がたまたま入った部屋においてあったマスクを被ると不思議な力が宿り、ムシキング・テリーが誕生した。
その後のカードバトルでテリーに負けたブラック博士が2005年7月18日、プロレスリング・ノアの東京ドーム大会に刺客として送ったブラック・マスクことムシキング・ジョーカーとデビュー戦を行った。
正体はノア所属の鈴木鼓太郎といわれているが、正式公表はされていない。

### 2代目
2009年12月23日、ムシキング・テリーと、正体と噂される鈴木鼓太郎とのシングルマッチが行われた。また試合の名称は「WHO ARE YOU?」と名付けられた。
このとき登場したムシキング・テリーはそれまでと体格が異なっており、コスチュームも少し変更されていた。そのことから、正体は以前とは別人で、2代目である可能性が指摘された。試合は、鈴木が負傷しレフリーストップで勝利し、鈴木は負傷欠場になる。以降、ムシキング・テリーは参戦していない。なお、2代目の身長・体重等の詳細は不明である。
その後2016年になり、2010年に引退した伊藤旭彦への専門誌のインタビューが行われ、2009年12月に鈴木鼓太郎とシングマッチを行って負傷欠場させたという発言があり、2代目ムシキング・テリーの正体が伊藤旭彦だと判明した。なお伊藤は2005年12月のデビュー戦でムシキング・テリーと対戦しているので、少なくとも2005年12月以前のムシキング・テリーは伊藤旭彦ではない。

## 戦歴

### 初代
2005年7月18日、東京ドームにはちびっ子達が一挙に集合、テリーに向けて大声援が起こった。試合は動きがトリッキーなジョーカーに押され気味ながらも、最後は必殺のミストクラッシュでフォール勝ち。
2005年10月28日、GHCジュニアヘビー級王座への挑戦権を得たテリーは王者であるKENTAと対戦。試合に敗れるものの、近い将来もう一度ベルトに挑戦することを誓った。
2007年4月28日、ZERO1-MAXへ流出していたGHCジュニアヘビー級王座を高岩竜一から奪取、第13代王者となった。しかし10月27日の初防衛戦で金丸義信に敗れ王座陥落。

### 2代目
2009年12月23日、鈴木鼓太郎とシングルマッチで対戦。鈴木の負傷によるレフリーストップで勝利。以降、参戦が途絶える。

## 得意技

### 初代
ミスト・クラッシュ
相手の片腕をそれぞれハーフネルソンとタイガー・スープレックスの形でロックして投げる技。尾崎魔弓の「テキーラ・サンライズ」と酷似。基本的には投げっぱなしで使用せず、そのままホールドしてピンフォールを奪う。ネブ博士が命名。
名称の由来は「甲虫王者ムシキング」に登場する技の名前。
ストライク・バック
飛びつき回転十字固めの応用技。相手の背後に飛びついて、通常の回転十字固めよりも勢いを付けて高速でマットへ叩き付けてフォールする。野橋真実の「逆打ち」とほぼ同じ技。名称の由来は「甲虫王者ムシキング」に登場する技の名前。
サイド・ロック・ボム
変型のデスバレーボムで、同技と若干相手の持ち方が違う。名称の由来は「甲虫王者ムシキング」に登場する技の名前。
アクシズ・スピン
619と同型。名称の由来は「甲虫王者ムシキング」に登場する技の名前。
ジェネシス
相手の両脇を掴んで持ち上げる変型のタイガードライバー。4月26日のGHCジュニアヘビー級選手権の調印式＆記者会見で発表、「新しい世代を生み出す起源」という意味を込めて命名。なおセガが販売していたゲーム機メガドライブの海外での名称でもある。
後に「甲虫王者ムシキングアダー完結編」にてキプルツヤクワガタの第2の必殺技として逆輸入された。
テラ・ドライブ
雪崩式の腰投げ。3月4日の日本武道館大会での対ロッキー・ロメロ戦ではこの技で勝利した。ジェネシスと共に4月26日のGHCジュニアヘビー級選手権の調印式＆記者会見で発表、「大地を揺り動かす」という意味から命名した。なお「テラドライブ」はメガドライブの亜種の一つでもある。
後に「甲虫王者ムシキングアダー完結編」にてダビディスカブトの必殺技として逆輸入された。
グリーン・アロー
鈴木鼓太郎の必殺技である「ブルー・ディスティニー」と同じ技。10月13日のGHCジュニアヘビー級王座戦の前哨戦タッグマッチで初めて出し、この技で金丸から勝利した。
名称の由来は「甲虫王者ムシキング」に登場する技の名前。
フェニックス・スプラッシュ
捻りを加えたファイヤーバード・スプラッシュ。高岩竜一とのGHCジュニア戦では目測を誤りニー・ドロップになってしまった。

## 入場テーマ曲
- ムシキング・テリーのテーマ

## タイトル歴

### 初代
プロレスリング・ノア
- GHCジュニアヘビー級王座 - 第13代（防衛回数 0回）

## その他

### 初代
- 大一番ではネブ博士がセコンドとして登場し、入場時に前説をしてからテリーを呼び込む。
- たとえ相手が格下でも先に入場する。タッグにおいては敵味方関係なく最優先で入場する。
- ムシキングではキプルツヤクワガタを愛用の虫としている。